# فيرميكوليت
الفيرميكوليت (بالإنجليزية: Vermiculite)‏ هو معدن طبيعي، يتمدد عند تعرضه للحرارة. عملية التمدد تسمى التقشير وتطبق في الأفران التجارية. يتكون الفيرميكوليت عند عمل هدرتة لبعض المعادن البازلتية. توجد مناجم تجارية كبيرة للفيرميكليت في جنوب أفريقيا والصين والبرازيل والولايات المتحدة وعدة بلدان أخرى.